# Olympische Sommerspiele 1968/Leichtathletik – 4 × 400 m (Männer)

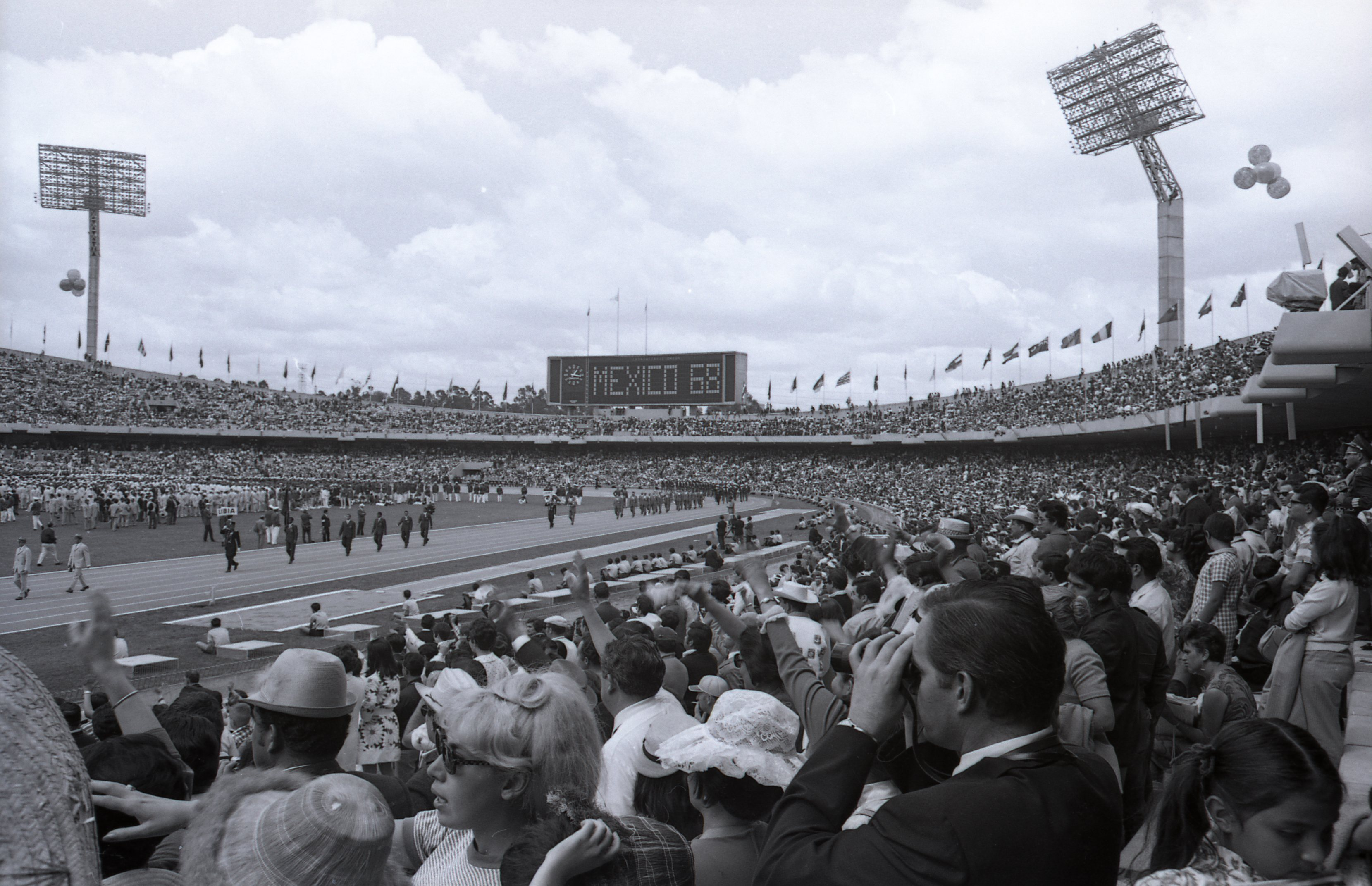
Das Olympiastadion während der Eröffnungsfeier 1968

Die 4-mal-400-Meter-Staffel der Männer bei den Olympischen Spielen 1968 in Mexiko-Stadt wurde am 19. und 20. Oktober 1968 im Estadio Olímpico Universitario ausgetragen. In sechzehn Staffeln nahmen 64 Athleten teil.
Olympiasieger wurde die Staffel der USA mit Vince Matthews, Ron Freeman, Larry James und Lee Evans in neuer Weltrekordzeit von 2:56,1 min.
Silber ging an Kenia (Charles Asati, Munyoro Nyamau, Naftali Bon, Daniel Rudisha).
Bronze gewann die Bundesrepublik Deutschland (Helmar Müller, Manfred Kinder, Gerhard Hennige, Martin Jellinghaus).
Für die DDR – offiziell Ostdeutschland – gingen Hartmut Schwabe, Dieter Fromm, Wolfgang Müller und Michael Zerbes an den Start. Diese Staffel schied in der Vorrunde aus.

Mannschaften aus der Schweiz, Österreich und Liechtenstein nahmen nicht teil.

## Rekorde

### Bestehende Rekorde
| Weltrekord         | 2:59,6 min | USA (Robert Frey, Lee Evans, Tommie Smith, Theron Lewis)      | Los Angeles, USA       | 24. Juli 1967    |
| Olympischer Rekord | 3:00,7 min | USA (Ollan Cassell, Mike Larrabee, Ulis Williams, Henry Carr) | Finale OS Tokio, Japan | 21. Oktober 1964 |

### Rekordverbesserung
Der bestehende olympische Rekord wurde einmal egalisiert, der Weltrekord einmal verbessert.
- Olympischer Rekord: 3:00,7 min – USA (Vince Matthews, Ron Freeman, Larry James, Lee Evans), erster Vorlauf am 19. Oktober
- Weltrekord: 2:56,1 min – USA (Vince Matthews. Ron Freeman, Larry James, Lee Evans), Finale am 20. Oktober

## Durchführung des Wettbewerbs
Sechzehn Staffeln traten am 19. Oktober zu insgesamt drei Vorläufen an. Die jeweils besten zwei Teams – hellblau unterlegt – und die nachfolgend beiden zeitschnellsten Mannschaften – hellgrün unterlegt – qualifizierten sich für das Finale am 20. Oktober.

## Zeitplan
19. Oktober, 16:40 Uhr: Vorläufe

20. Oktober, 16:00 Uhr: Finale
Anmerkung: Alle Zeiten sind in Ortszeit Mexiko-Stadt (UTC −6) angegeben.

## Vorläufe
Datum: 19. Oktober 1968, ab 16:40 Uhr

### Vorlauf 1
| Platz | Staffel                 | Besetzung                                                   | Offizielle Zeit handgestoppt | Inoffizielle Zeit elektronisch |
| ----- | ----------------------- | ----------------------------------------------------------- | ---------------------------- | ------------------------------ |
| 1     | USA                     | Vince Matthews Ron Freeman Larry James Lee Evans            | 3:00,7 min ORe               | 3:00,71 min                    |
| 2     | Kenia                   | Daniel Rudisha Munyoro Nyamau Naftali Bon Charles Asati     | 3:00,8 min0000               | 3:00,84 min                    |
| 3     | Italien                 | Sergio Ottolina Giacomo Puosi Furio Fusi Sergio Bello       | 3:04,8 min0000               | 3:04,93 min                    |
| 4     | DDR                     | Hartmut Schwabe Dieter Fromm Wolfgang Müller Michael Zerbes | 3:06,9 min0000               | 3:07,00 min                    |
| 5     | Dominikanische Republik | Rolando Gómez José L’Oficial Radhames Mora David Soriano    | 3:19,4 min0000               | 3:19,42 min                    |
| DNS   | Malaysia                |                                                             |                              |                                |

### Vorlauf 2
| Platz | Staffel        | Besetzung                                                        | Offizielle Zeit handgestoppt | Inoffizielle Zeit elektronisch |
| ----- | -------------- | ---------------------------------------------------------------- | ---------------------------- | ------------------------------ |
| 1     | Polen          | Stanisław Grędziński Jan Balachowski Jan Werner Andrzej Badeński | 3:03,0 min                   | 3:03,02 min                    |
| 2     | Großbritannien | Martin Winbolt-Lewis Colin Campbell David Hemery John Sherwood   | 3:03,6 min                   | 3:03,67 min                    |
| 3     | Nigeria        | Mamman Makama David Ejoke Musa Dogonyaro Anthony Egwunyenga      | 3:05,7 min                   | 3:05,78 min                    |
| 4     | Senegal        | Amadou Gakou Daour M’Baye Papa M’Baye N’Diaye Mamadou Sarr       | 3:06,9 min                   | 3:06,94 min                    |
| DNS   | Jamaika        |                                                                  |                              |                                |
| DNS   | Belgien        |                                                                  |                              |                                |

### Vorlauf 3
| Platz | Staffel             | Besetzung                                                               | Offizielle Zeit handgestoppt | Inoffizielle Zeit elektronisch |
| ----- | ------------------- | ----------------------------------------------------------------------- | ---------------------------- | ------------------------------ |
| 1     | BR Deutschland      | Helmar Müller Manfred Kinder Gerhard Hennige Martin Jellinghaus         | 3:03,8 min                   | 3:03,90 min                    |
| 2     | Trinidad und Tobago | George Simon Euric Bobb Benedict Cayenne Edwin Roberts                  | 3:04,5 min                   | 3:04,55 min                    |
| 3     | Frankreich          | Jean-Claude Nallet Jacques Carette Gilles Bertould Jean-Pierre Boccardo | 3:04,6 min                   | 3:04,69 min                    |
| 4     | Kuba                | Carlos Martínez Eddy Téllez Miguel Oliveira Rodobaldo Díaz              | 3:05,2 min                   | 3:05,28 min                    |
| 5     | Venezuela           | Víctor Patíñez Raúl Dome Víctor Maldonado Flores José Jacinto Hidalgo   | 3:07,6 min                   | 3:07,65 min                    |
| 6     | Mexiko              | Melesio Piña Salvador Medina Carlos Castro Francisco Sardo              | 3:08,1 min                   | 3:08,19 min                    |
| 7     | Kanada              | Ross MacKenzie Brian MacLaren Bill Crothers Wes Brooker                 | 3:09,6 min                   | 3:09,70 min                    |

## Finale
Datum: 20. Oktober 1968, 16.00 Uhr
| Platz | Name                | Nation                                                                  | Offizielle Zeit handgestoppt | Inoffizielle Zeit elektronisch |
| ----- | ------------------- | ----------------------------------------------------------------------- | ---------------------------- | ------------------------------ |
| 1     | USA                 | Vince Matthews Ron Freeman Larry James Lee Evans                        | 2:56,1 min WR                | 2:56,16 min                    |
| 2     | Kenia               | Charles Asati Munyoro Nyamau Naftali Bon Daniel Rudisha                 | 2:59,6 min000                | 2:59,64 min                    |
| 3     | BR Deutschland      | Helmar Müller Manfred Kinder Gerhard Hennige Martin Jellinghaus         | 3:00,5 min000                | 3:00,57 min                    |
| 4     | Polen               | Stanisław Grędziński Jan Balachowski Jan Werner Andrzej Badeński        | 3:00,5 min000                | 3:00,58 min                    |
| 5     | Großbritannien      | Martin Winbolt-Lewis Colin Campbell David Hemery John Sherwood          | 3:01,2 min000                | 3:01,21 min                    |
| 6     | Trinidad und Tobago | George Simon Euric Bobb Benedict Cayenne Edwin Roberts                  | 3:04,5 min000                | 3:04,54 min                    |
| 7     | Italien             | Sergio Ottolina Giacomo Puosi Furio Fusi Sergio Bello                   | 3:04,6 min000                | 3:04,64 min                    |
| 8     | Frankreich          | Jean-Claude Nallet Jacques Carette Gilles Bertould Jean-Pierre Boccardo | 3:07,5 min000                | 3:07,51 min                    |

Klarer Favorit war die Staffel der USA, die mit ihren drei Medaillengewinnern aus dem 400-Meter-Einzelrennen antrat. Schon im Vorlauf stellte dieses Team den bestehenden olympischen Rekord ein.
Im Finale wurde die erste Runde überraschend deutlich von den Kenianern dominiert, Charles Asati brachte sein Team mit vier Metern Vorsprung vor den US-Amerikanern in Führung. Anschließend lief Ronald Freeman die schnellste Zeit aller Staffelläufer überhaupt und legte damit den Grundstein für den Erfolg der US-Staffel. Die Mannschaft gewann in der Höhenluft von Mexiko-Stadt das Rennen mit mehr als dreißig Metern Vorsprung. Dabei verbesserte das Team den aktuellen Weltrekord gleich um 3,5 Sekunden. Dieser Rekord wurde erst im Jahre 1992 unterboten und war damit der Weltrekord von Mexiko-Stadt, der am längsten Bestand hatte. Die Staffel Kenias kam hinter den US-Amerikanern mit 2:59,6 min auf den zweiten Platz. Damit blieb Kenia als zweites Land überhaupt in dieser Disziplin unter der 3-Minuten-Marke. Um die Bronzemedaille gab es ein spannendes Duell zwischen der BR Deutschland und Polen. Der deutsche Schlussläufer Martin Jellinghaus lag bei Staffelübergabe eine Zehntelsekunde hinter den Briten auf Platz vier und hatte versucht, den Kenianer Daniel Rudisha vom Silberrang noch abzufangen, sich dabei jedoch etwas verausgabt, sodass der Pole Andrzej Badeński ihn auf der Ziellinie fast noch überholt hätte. Erst das Zielfoto machte deutlich, dass Jellinghaus mit einer Hundertstelsekunde vor Badeński Dritter war. Beide Staffeln liefen mit 3:00,5 min neuen Europarekord.
Im zwölften olympischen Finale gab es den neunten US-Sieg. Dieser war der vierte in Folge.
Kenia und die Bundesrepublik Deutschland gewannen ihre ersten Medaillen in dieser Disziplin.
Zwischenzeiten und Einzellaufzeiten (in s/min) – inoffiziell:
- Wechsel 1 – 44,6 Kenia (Asati) / 45,0 USA (Matthews) / 46,1 Trinidad und Tobago (TTO) (Simon) / 46,2 Großbrit. (Winbolt-Lewis) / 46,4 BR Deutschl. (H. Müller) / 46,4 Italien (Ottolina) / 46,6 Frankreich (Nallet) / 46,8 Polen (Grędziński)
- Wechsel 2 – 1:28,2 USA (Freeman 43,2) / 1:30,1 KEN (Nyamau 45,5) / 1:31,1 FRG (Kinder 44,7) / 1:31,1 GBR (Campbell 44,9) / 1:31,5 POL (Balachowski 44,7) / 1:32,2 ITA (Puosi 45,8) / 1:32,4 FRA (Carette 45,8) / 1:33,5 TTO (Bobb 46,7)
- Wechsel 3 – 2:12,0 USA (James 43,8) / 2:15,2 KEN (Bon 45,1) / 2:15,7 GBR (Hemery 44,6) / 2:15,8 FRG (Hennige 44,7) / 2:16,0 POL (Werner 44,5) / 2:18,7 TTO (Cayenne 45,9) / 2:18,7 ITA (Fusi 46,5) / 2:19,5 FRA (Bertould 47,1)
- Ziel – 2:56,1 USA (Evans 44,1) / 2:59,6 KEN (Rudisha 44,4) / 3:00,5 FRG (Jellinghaus 44,7) / 3:00,5 POL (Badeński 44,5) / 3:01,2 GBR (Sherwood 45,5) / 3:04,5 TTO (Roberts 45,8) / 3:04,6 ITA (Bello 45,9) / 3:07,5 FRA (Boccardo 48,0)[5]

## Video
- 4x400m (U.S.A-WR), Mexico City,1968, youtube.com, abgerufen am 19. September 2021